# OpenVMS
اُپن وی‌ام‌اس (به انگلیسی: OpenVMS) یا سامانهٔ حافظهٔ مجازی باز (Open Virtual Memory System) که در گذشته با نام VAX-11/VMS ،VAX/VMS یا (با نام غیررسمی) VMS نیز شناخته می‌شد یک سیستم‌عامل سرور است که بر روی رایانه‌های وکس مجموعه دستور، Alpha و خانواده مبتنی بر ایتانیوم اجرا می‌شود. با وجودی که نام آن دارای پیشوند باز است ، ولی کد آن نرم‌افزار متن‌باز نیست و با پرداخت پول، کد آن به صورت متن باز در اختیار مشتری قرار می‌گیرد. برخلاف سایر سیستم‌عامل‌های رایانه‌های بزرگ این سیستم‌عامل واسط گرافیکی کاربر (GUI) دارد که به صورت کامل گرافیک را پشتیبانی می‌کند.
دیجیتال ایکویپمنت کورپوریشن وی‌ای‌اکس ( VAX) یکی از پرفروش‌ترین‌ها در بین سال‌های دهه ۱۹۸۰ تا دهه ۱۹۹۰ بود. وی‌ام‌اس VAS برای استفاده حرفه‌ای نشر رومیزی و CAE پشتیبانی می‌شد.